# Ascraeus Chasmata
Ascraeus Chasmata és una estructura geològica del tipus chasma a la superfície de Mart, situada amb el sistema de coordenades planetocèntriques a 9.58 ° de latitud N i 255.26 ° de longitud E. Fa 105.2 km de diàmetre. El nom va ser fet oficial per la UAI l'any 1991 i pren el nom d'una característica d'albedo.